# Heta (prénom)
Pour les articles homonymes, voir Heta.
Heta est un prénom féminin.

## Sens et origine du prénom
- Prénom féminin d'origine nord-amérindienne[1].
- Prénom qui signifie "coureuse".

## Prénom de personnes célèbres et fréquence
- A donné son nom au cyclone Heta ; cyclone tropical de catégorie 5 qui causa des dommages sur les îles Tonga, Niue et Samoa en décembre 2004 et janvier 2004.
- Prénom très peu usité aux États-Unis[2].
- Prénom très rare en France, qui a été donné pour la première fois en 1986 et 12 fois au total durant le XXe siècle. Son occurrence est en croissance depuis 2000 bien qu'encore très faible : inférieure à 5 par an[3].